# Kips Bay

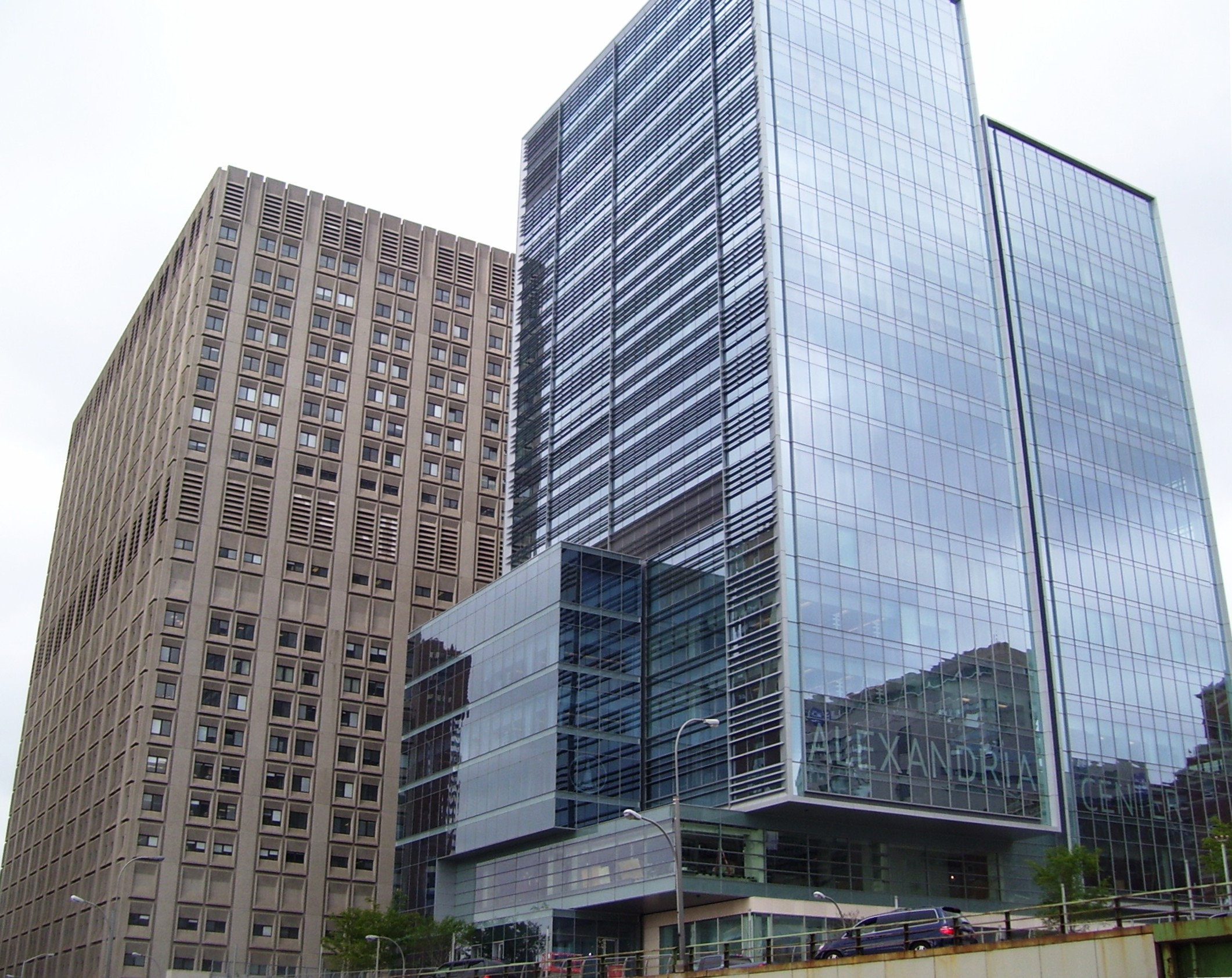
Das Alexandria Center for Science and Technology (rechts) am East River Science Park

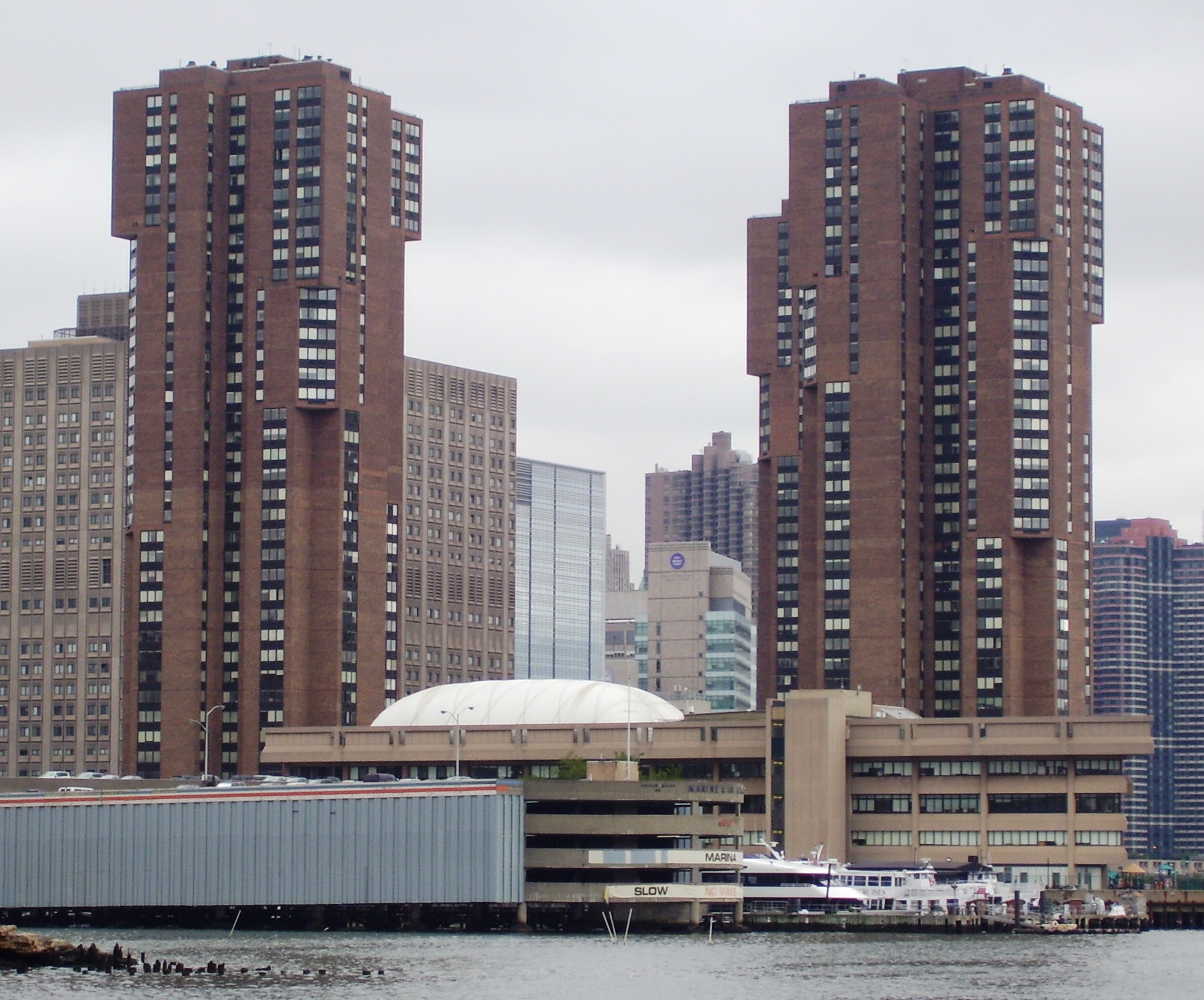
Das Waterside Plaza am East River in Manhattan vom Stuyvesant Cove Park aus gesehen. Im Vordergrund: die United Nations International School (mit weißer Kuppel).

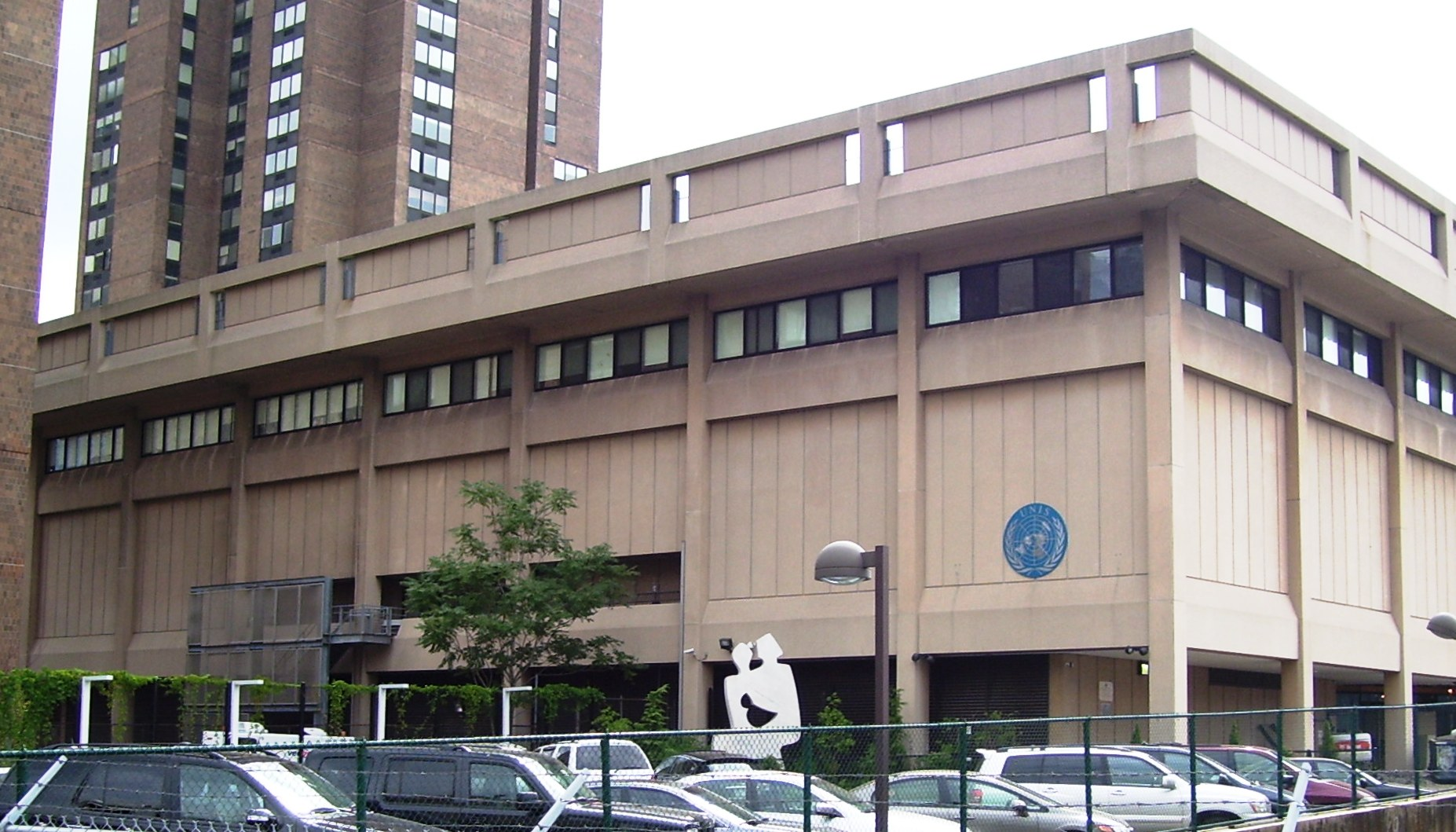
Die United Nations International School

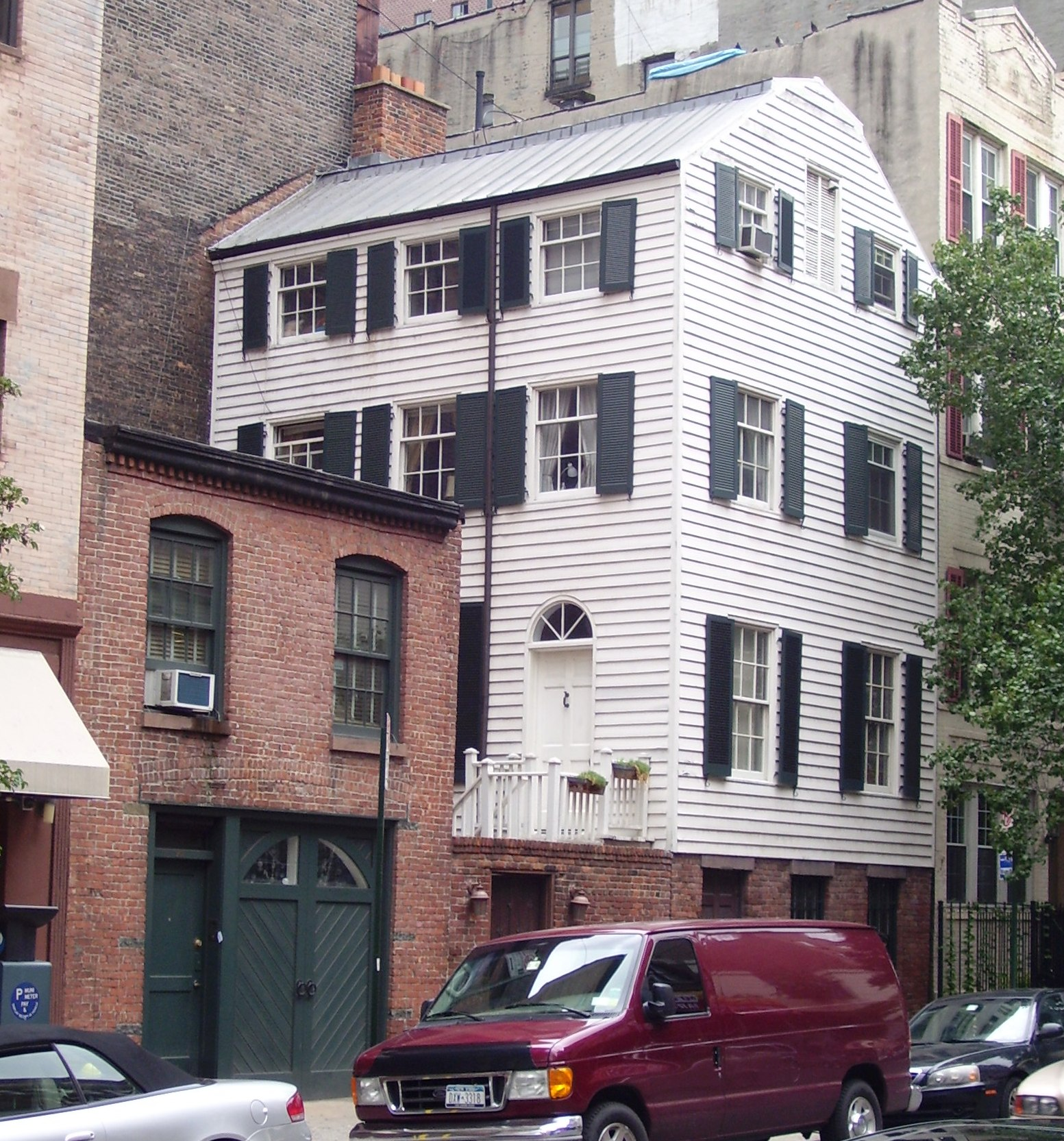
Das älteste Haus in Kips Bay (rechts) neben einer Remise aus Ziegelsteinen (203 East 29th Street)

Kips Bay ist ein Stadtviertel im Stadtbezirk Manhattan in New York City in den Vereinigten Staaten.

## Lage
Da es meistens keine offiziellen administrativen Grenzen der Viertel in New York gibt, können diese je nach Betrachtung unterschiedlich interpretiert werden. Meist genannte Grenzen von Kips Bay sind im Süden die East 23rd Street, im Norden die East 34th Street, im Westen die Lexington Avenue und im Osten der East River. Manchmal wird auch als westliche Grenze die Second Avenue und als nördliche Grenze die East 38th Street angenommen.
Im Norden von Kips Bay befindet sich das Viertel Murray Hill, im Westen Midtown East bzw. Rose Hill und im Süden Gramercy Park sowie der Peter Cooper Village Apartmentkomplex. Im Osten grenzt die Siedlung Waterside Plaza mit der UNIS (United Nations International School) direkt an Kips Bay.
Kips Bay gehört verwaltungstechnisch zum Manhattan Community District 6.

## Geschichte
Kips Bay wurde nach dem niederländischen Siedler Jacobus Henderson Kip benannt, dessen Farm nördlich der 30th Street an einer Bucht des East River lag, so dass diese Bucht seinen Namen erhielt. Die Bucht wurde aufgeschüttet, doch der Name Kips Bay hat sich gehalten.
Kip erbaute ein großes Haus aus Steinen und Ziegeln in der Nähe der heutigen Kreuzung von Second Avenue und East 35th Street. Ziffern aus Eisen, die in das Mauerwerk der Giebelseite des Hauses eingelassen waren, verkündeten das Baujahr. Es stand von 1655 bis 1851 und wurde mehrfach erweitert. Als es schließlich abgerissen wurde, war es das letzte verbliebene Farmhaus des alten New Amsterdam.
Der Garten dieses Anwesens war berühmt und als George Washington den Ableger einer Essig-Rose aus ebendiesem Garten während seiner ersten Amtszeit erhielt, wurde der Anspruch erhoben, dass jener Garten der erste war, der in den Kolonien angelegt wurde.
Dort wo sich heute der Beginn der East 33rd Street befindet fand am 15. September 1776 die Landung bei Kips Bay während der Schlacht um New York und New Jersey im Rahmen des Amerikanischen Unabhängigkeitskrieges statt. Dabei landeten etwa 4.000 Soldaten der britischen Armee unter General William Howe und besiegten ungefähr 500 amerikanische Milizionäre unter dem Kommando von Colonel William Douglas. Die amerikanischen Truppen zogen sich sofort zurück und die Briten besetzten New York City bald darauf.
Das letzte Gebäude aus dem späten 18. oder frühen 19. Jahrhundert des Viertels, 203 East 29th Street, ist ein mehrfach umgebautes weißes Holzhaus, das auf die Zeit zwischen 1790 und 1870 datiert wird. Es ist eines von nur einer Handvoll Holzhäuser, die noch in Manhattan stehen. Das Haus, das im National Register of Historic Places aufgelistet ist, befindet sich im Privatbesitz und kann nicht besichtigt werden.
Auf dem Gebiet von Kips Bay dominieren entlang der First Avenue Gebäude der New York University wie die Tisch School of the Arts, das NYU College of Dentistry, die NYU School of Medicine, das Rusk Institute of Rehabilitation Medicine, das Bellevue Hospital und das Manhattan VA Hospital.